# Route nationale 20 (Guinée)
Pour les articles homonymes, voir Route nationale 20.
La N20 est une route nationale en Guinée, commençant à Kolaboui à la sortie de la N3 et finissant à Kamsar. Elle mesure 33 kilomètres de long,,.

## Galeries

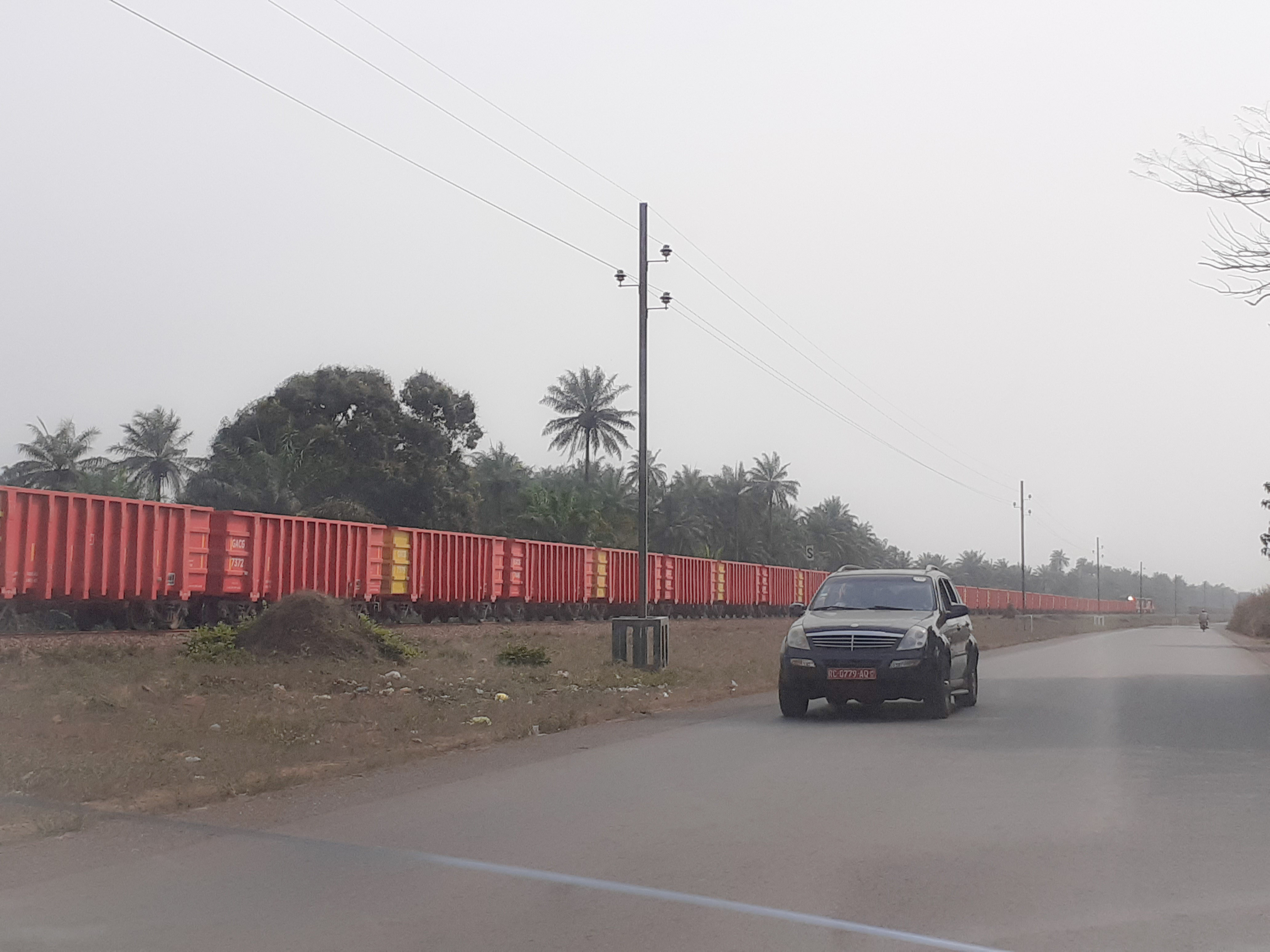
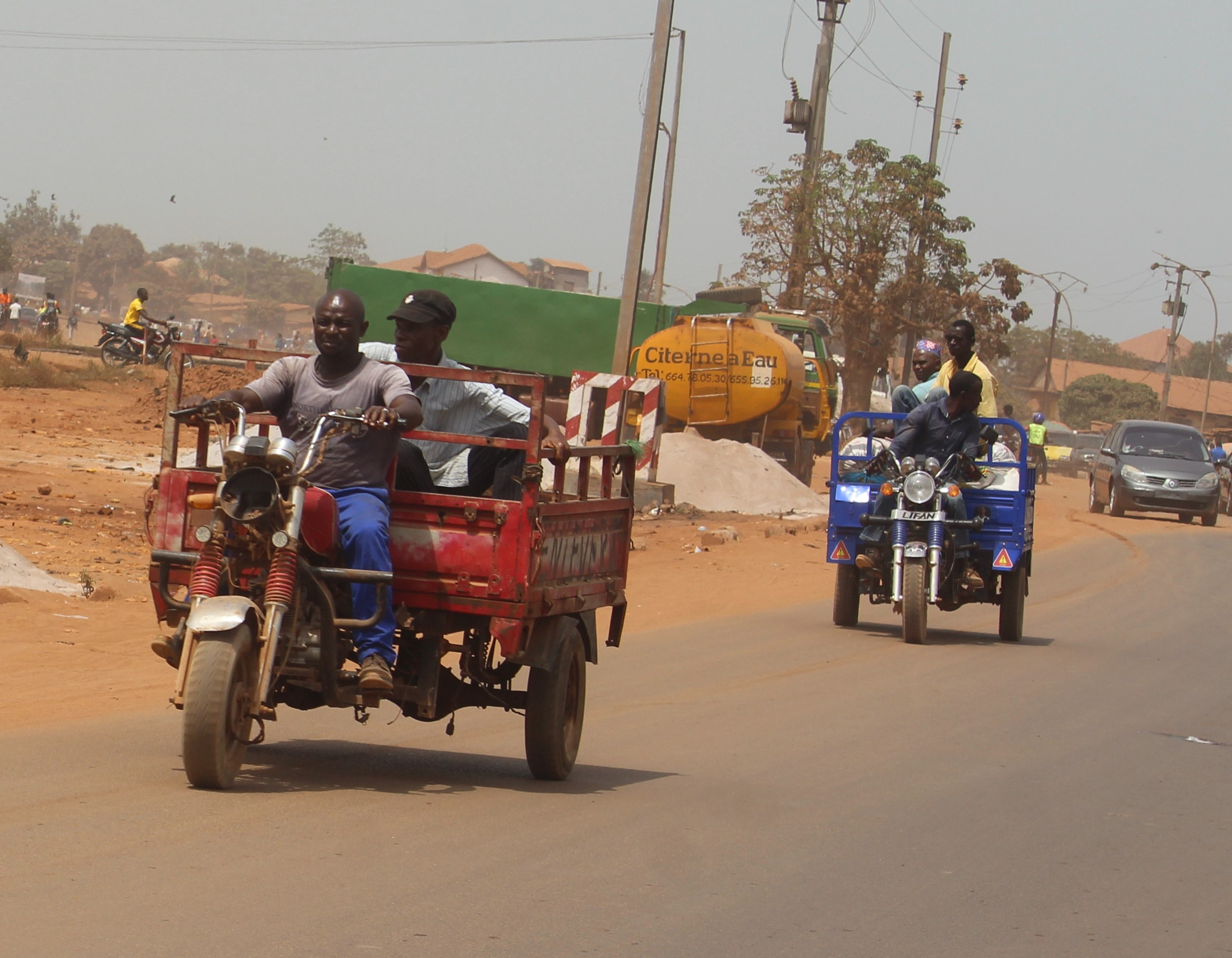
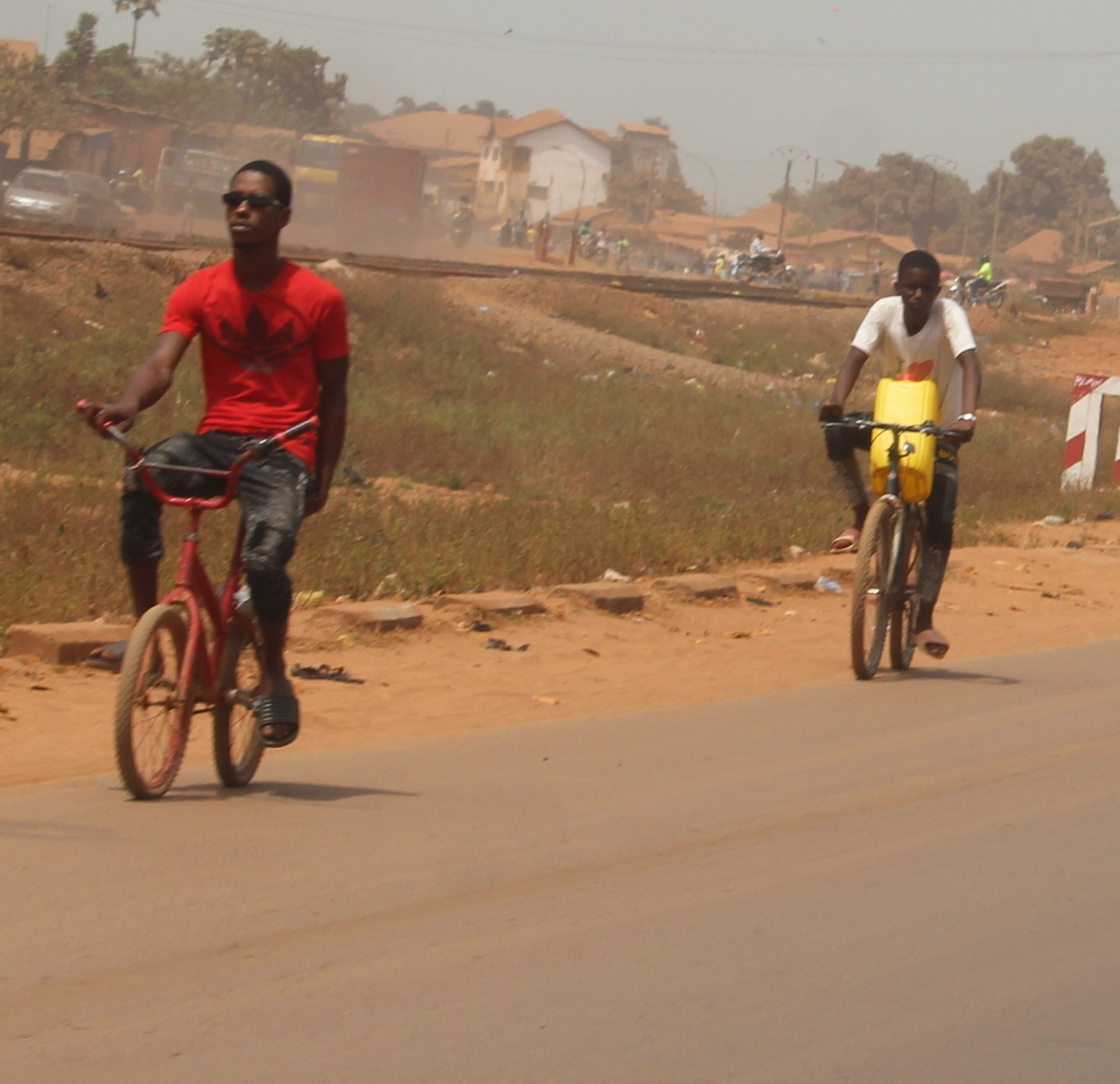

## Tracé
- Kolaboui
- Kamsar